# Fjodor Alexejewitsch Golowin

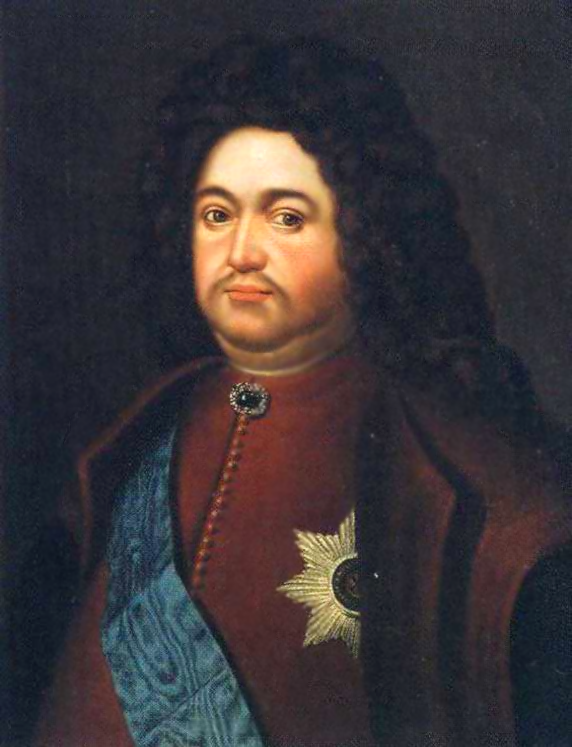
Fjodor Golowin

Graf Fjodor Alexejewitsch Golowin (russisch Фёдор Алексеевич Головин; * 1650; † 30. Julijul. / 10. August 1706greg. in Gluchow, heute in der Ukraine) war ein russischer Politiker und Diplomat, unter Peter dem Großen Leiter der russischen Außenpolitik, Generaladmiral (1699) und Generalfeldmarschall (1700).

## Herkunft und Lebenslauf
Golowin entstammt einem alten Bojarengeschlecht, das bereits im 14. Jahrhundert von der Krim nach Moskau kam und am Zarenhof sehr angesehen war.
Seit 1676 war Golowin am Zarenhof. In seiner ersten bedeutenden diplomatischen Mission wurde er 1686 zum Gesandten für Unterhandlungen mit China ernannt. Aufgrund einer vorausgegangenen militärischen Niederlage Russlands wurde 1689 im Vertrag von Nertschinsk (eine Stadt östlich des Baikalsees, 100 Tagesreisen von der chinesischen Hauptstadt entfernt) der Grenzverlauf zwischen Russland und China festgelegt. Dieser Vertrag war der erste gleichberechtigte völkerrechtliche Vertrag, den China mit einem europäischen Staat abschloss. Er regelte den Handel und bildete einen vorläufigen Schlusspunkt der bilateralen Handelsbeziehungen zwischen den beiden Staaten für die nächsten 150 Jahre.
Ab der Mitte der 1690er Jahre hatte er etliche Posten in der Verwaltung inne, vor allem jedoch war er als Generalkommissar für die material-technische Ausstattung der russischen Armee verantwortlich. Er nahm an den Asowfeldzügen der Jahre 1695–1696 teil, befehligte eine kleine Flussflotille. 1697 stand Golowin als zweiter Mann hinter François Le Fort an der Spitze der russischen Gesandtschaft Peters, mit der der Zar „inkognito“ das Ausland besuchte (die sogenannte Große Gesandtschaft). Er war ein enger Gefolgsmann Peters des Großen und half beim Aufbau einer neuen russischen Flotte und Armee. Von 1699 bis zu seinem Tod war er als Ratgeber des Zaren maßgeblich an der russischen Außenpolitik beteiligt; unter ihm wurden die ersten Botschaften Russlands im Ausland gegründet. Auf seinen Rat holte Peter der Große ausländische Spezialisten verschiedener Berufe nach Russland.
Golowin leitete von 1698 bis 1706 das Amt für die militärische Seefahrt und von 1699 bis 1706 war er als Leiter des „Amts für Botschaftsangelegenheiten“ (russisch: Posol'skij prikaz, ab 1700 Posol'skaja kanzelarija) quasi „Außenminister“ des russischen Staates. Golowins Außenpolitik war durch eine große Feindschaft gegenüber Schweden gekennzeichnet. Er sah für die künftige Entwicklung des russischen Staates nur eine einzige Möglichkeit, die in der Entwicklung von Beziehungen zum Westen und vor allem im Handel mit diesem bestand. Da damaliges schwedisches Staatsgebiet den gesamten Nordwesten des heutigen Russland und das Baltikum umfasste, stand es einem freien Zugang des russischen Staates zu den Weltmeeren entgegen. Somit war ein Krieg gegen Schweden aus der Sicht Golowins und Peter des Großen der einzige logische Weg zur Stärkung des Handels und der Modernisierung Russlands. Golowin leitete geheime Verhandlungen mit dem Kurfürstentum Sachsen und Dänemark, die zum Bündnis gegen den schwedischen König Karl XII. führte. Er handelte im Jahre 1700 auch den Friedensvertrag von Konstantinopel aus, der den russisch-türkischen Krieg beendete.
Während des Großen Nordischen Krieges nahm Golowin an der Belagerung von Narwa im Jahre 1700 teil und leitete die Belagerung von Nyenschanz (1703), wobei er sich aber als ein eher mittelmäßiger Feldherr erwies. Danach beschloss der Zar, dass Golowin sich fortan nur mit diplomatischen Angelegenheiten zu befassen hatte. Er reiste zum Hof Augusts des Starken nach Dresden, wo er 1704 den russisch-polnischen Beistandsvertrag aushandelte (August der Starke war gleichzeitig auch König von Polen). Er starb während der Reise nach Preußen, wo er einen Freundschaftsvertrag aushandeln sollte.
Sein Leichnam wurde zuerst provisorisch beerdigt, ein halbes Jahr später jedoch exhumiert und nach Moskau gebracht, wo er in einem Kloster endgültig beigesetzt wurde.
Sein Sohn war Nikolai Fedorowitsch Golowin († 26. Juli 1746 in Hamburg). Dieser wurde 1733 unter der Zarin Anna Admiral und Präsident des Admiralitätskollegiums, zog sich aber als Befehlshaber der Flotte gegen Schweden die Ungnade der Zarin Elisabeth zu und starb im Exil. Dessen Tochter Natalie (* 4. September 1724; † 8. Januar 1767) heiratete den Herzog Peter August von Schleswig-Holstein-Sonderburg-Beck (1697–1775).

## Bildung und Wissenschaft
Golowin galt als gebildeter Mann. Er beherrschte die lateinische und englische Sprache, interessierte sich für die Wissenschaften: Nach seinem Tod wurde 1715 in Amsterdam sein Werk Der himmlische Globus herausgegeben. Beteiligt war er an der Redaktion der ersten gedruckten russischen Zeitung Neuigkeiten über Militär- und andere Angelegenheiten, die in dem Moskowitischen Staat und anderen umliegenden Ländern sich ereigneten und die des Wissens und Erinnerns wert sind (russisch: Ведомости о военных и иных делах, достойных знания и памяти, случившихся в Московском государстве и во иных окрестных странах), die zum ersten Mal 1702 erschien.